# Романель-сюр-Лозанна
Романель-сюр-Лозанна (фр. Romanel-sur-Lausanne) — громада  в Швейцарії в кантоні Во, округ Лозанна.

## Географія
Громада розташована на відстані близько 80 км на південний захід від Берна, 4 км на північний захід від Лозанни.
Романель-сюр-Лозанна має площу 2,9 км², з яких на 37,3% дозволяється будівництво (житлове та будівництво доріг), 58,9% використовуються в сільськогосподарських цілях, 3,8% зайнято лісами, 0% не є продуктивними (річки, льодовики або гори).

## Демографія
2019 року в громаді мешкало 3289 осіб (+0,4% порівняно з 2010 роком), іноземців було 24,4%. Густота населення становила 1142 осіб/км².
За віковим діапазоном населення розподілялося таким чином: 20,6% — особи молодші 20 років, 60,3% — особи у віці 20—64 років, 19,1% — особи у віці 65 років та старші. Було 1449 помешкань (у середньому 2,2 особи в помешканні).